# Christian Gonon
Pour les articles homonymes, voir Gonon.
Christian Gonon est un acteur français né le 4 mai 1961 à Valence, dans la Drôme. Il est le 517e sociétaire de la Comédie-Française. Il est également présent dans le milieu du doublage et fait la lecture de livres audio.

## Biographie

### Formation
Formé aux cours Jean Périmony, puis à la Rue Blanche (devenu l'École nationale supérieure des arts et techniques du théâtre, dite ENSATT) et enfin aux Ateliers de Blanche Salant, pensionnaire de la Comédie-Française depuis le 1er juillet 1998, il est nommé sociétaire le 1er janvier 2009.

### Théâtre
Il a reçu le prix Jean Marais en 1991 pour l'interprétation de d'Artagnan dans Les Trois mousquetaires d'Alexandre Dumas.
En 2004, il tenait le premier rôle du film Et si je parle de Sébastien Gabriel.
En 2005, il a mis en scène Bouli Miro de Fabrice Melquiot et interprété un solo sur Confucius.

### Travail dans les voix
Pratiquant le doublage, il est notamment la voix régulière des acteurs Colin Firth et Christoph Waltz. Il est également la voix d'Avallac'h dans le jeu vidéo The Witcher 3: Wild Hunt sorti en 2015. 
Il participe à l'adaptation radiophonique par France Culture, Moulinsart et la Comédie Française de la série de bandes dessinées Les Aventures de Tintin dans laquelle il interprète Allan Thompson,.

## Théâtre

### Comédie-Française
Sources : Comedie-francaise
- Entrée à la Comédie-Française le 1er juillet 1998
- Sociétaire le 1er janvier 2009
- 517e sociétaire

#### Comédien
- 1998 : Mère Courage et ses enfants de Bertolt Brecht, mise en scène Jorge Lavelli, Salle Richelieu
- 2004 : Les Fables de La Fontaine, mise en scène Bob Wilson
- 2006 : Tête d'or de Paul Claudel, mise en scène Anne Delbée, Théâtre du Vieux-Colombier
- 2007 : Partage de midi de Paul Claudel, mise en scène Yves Beaunesne : De Ciz
- 2007 : Le Misanthrope de Molière, mise en scène Lukas Hemleb
- 2008 : Le Mariage forcé de Molière, mise en scène Pierre Pradinas, Studio-Théâtre de la Comédie-Française
- 2009 : Ubu roi d'Alfred Jarry, mise en scène Jean-Pierre Vincent, Salle Richelieu
- 2010 : Le Mariage forcé de Molière et Lully, mise en scène Pierre Pradinas, Studio-Théâtre de la Comédie-Française
- 2010 : Cyrano de Bergerac d'Edmond Rostand, mise en scène Denis Podalydès, Salle Richelieu
- 2010 : Un fil à la patte de Georges Feydeau, mise en scène Jérôme Deschamps, Salle Richelieu
- 2011 : Un tramway nommé Désir de Tennessee Williams, mise en scène Lee Breuer (en), Salle Richelieu
- 2011 : La Pluie d'été de Marguerite Duras, mise en scène Emmanuel Daumas, Théâtre du Vieux-Colombier, le père
- 2011 : Ubu roi d'Alfred Jarry, mise en scène Jean-Pierre Vincent, Salle Richelieu, Alfred Jarry
- 2013 : Troïlus et Cressida de William Shakespeare, mise en scène Jean-Yves Ruf, Salle Richelieu, Enée et Calchas
- 2015 : Lucrèce Borgia de Victor Hugo, mise en scène Denis Podalydès, Salle Richelieu
- 2016 : 20 000 lieues sous les mers d'après Jules Verne, adaptation et mise en scène Christian Hecq et Valérie Lesort, Théâtre du Vieux-Colombier
- 2017 : Il faut qu'une porte soit ouverte ou fermée de Alfred de Musset, mise en scène Laurent Delvert, Studio théâtre, Le Comte
- 2019 : Jules César de William Shakespeare, mise en scène Rodolphe Dana, Théâtre du Vieux-Colombier
- 2022 : Gabriel d'après George Sand, mise en scène Laurent Delvert, Théâtre du Vieux-Colombier
- 2023 : La mort de Danton de Georg Büchner, mise en scène Simon Delétang, Salle Richelieu
- 2024 : Les Démons de Fiodor Dostoïevski, mise en scène Guy Cassiers, Salle Richelieu
- 2024 : Le Soulier de satin de Paul Claudel, mise en scène Éric Ruf, Salle Richelieu
- 2025 : La Souricière d'Agatha Christie, mise en scène Lilo Baur, Théâtre du Vieux-Colombier

### Mise en scène
- 2005 : Bouli Miro de Fabrice Melquiot

### Hors Comédie-Française

#### Comédien
- 1989 : Un bon patriote ? de John Osborne, mise en scène Jean-Paul Lucet, Théâtre national de l'Odéon
- 1991 : Les trois mousquetaires d'après Alexandre Dumas, mise en scène Jean-Louis Martin-Barbaz: d'Artagnan.
- 2009 : Partage de midi de Paul Claudel, mise en scène Yves Beaunesne, Théâtre Marigny : De Ciz
- 2010 : La seule certitude que j'ai, c’est d’être dans le doute de Pierre Desproges, mise en scène Marc Fayet et Alain Lenglet, Théâtre de l'Ouest parisien

## Filmographie

### Cinéma
- 2004 : Et si je parle : Richard
- 2009 : Chambre obscure : ?
- 2011 : Les hommes sont des rêves : Boris
- 2022 : Goliath : le président de la commission des toxiques

### Télévision

#### Série télévisée
- 2000 : Les Cordier, juge et flic, épisode "Les tables de la loi" : Maître Lécuyer

#### Téléfilms
- 1994 : Une journée au Luxembourg de Jean Baronnet : Le sous-officier Laffond
- 2000 : Le misanthrope : Acaste
- 2003 : Sganarelle : Lélie
- 2006 : Fables de La Fontaine : Le renard / l'homme
- 2011 : Partage de midi : De Ciz
- 2011 : Drumont, histoire d'un antisémite français : Arthur Meyer

### Courts-métrages
- 1992 : Memento : Cyrano
- 2014 : Histoire de Mortimer : Le vendeur de lit

## Doublage

### Cinéma

#### Films
- Colin Firth dans (22 films) :
  - La Jeune Fille à la perle (2003) : Johannes Vermeer
  - Bridget Jones : L'Âge de raison (2004) : Marc Darcy
  - La Vérité nue (2005) : Vince Collins
  - Nanny McPhee (2005) : Cedric Brown
  - Un été italien (2008) : Joe
  - Le Discours d'un roi (2010) : George VI
  - La Taupe (2011) : Bill Haydon
  - Arthur Newman (2012) : Arthur Newman / Wallace Avery
  - Gambit : Arnaque à l'anglaise (2013) : Harry Deane
  - Les Voies du destin (2013) : Eric Lomax
  - Kingsman : Services secrets (2014) : Harry Hart / Galahad
  - Genius (2016) : Maxwell Perkins
  - Bridget Jones Baby (2016) : Mark Darcy
  - Kingsman : Le Cercle d'or (2017) : Harry Hart / Galahad
  - Le Jour de mon retour (2018) : Donald Crowhurst
  - Kursk (2018) :  David Russell
  - 1917 (2020) : le général Erinmore
  - Supernova (2020) : Sam
  - Le Jardin secret (2020) : Archibald Craven
  - La Ruse (2021) : Ewen Montagu
  - Entre les lignes (2021) : M. Niven
  - Bridget Jones : Folle de lui (2025) : Mark Darcy

- Christoph Waltz dans (9 films) :
  - De l'eau pour les éléphants (2011) : August Rosenbluth
  - Comment tuer son boss 2 (2014) : Burt Hanson
  - Big Eyes (2014) : Walter Keane
  - 007 Spectre (2015) : Ernst Stavro Blofeld
  - Tarzan (2016) : le capitaine Léon Rom
  - Downsizing (2018) : Dusan Mirkovic
  - Mourir peut attendre (2021) : Ernst Stavro Blofeld
  - The French Dispatch (2021) : Boris Schommers
  - Dead for a Dollar (2022) : Max Borlund

- Rhys Ifans dans (6 films) :
  - Anonymous (2011) : Édouard de Vere
  - The Amazing Spider-Man (2012) : Dr Curt Connors / Le Lézard
  - Alice de l'autre côté du miroir (2016) : Zanik Hightopp
  - Spider-Man: No Way Home (2021) : Dr Curt Connors / Le Lézard
  - Insubmersible (2023) : John Bartlett
  - Venom: The Last Dance (2024) : Martin Moon

- Alex Jennings dans :
  - The Queen (2006) : Prince Charles
  - The Lady in the Van (2015) : Alan Bennett
  - Le Procès du siècle (2017) : Sir Charles Gray

- Michael Fassbender dans :
  - Inglourious Basterds (2009) : Archie Hickox
  - Centurion (2010) : le centurion Quintus Dias
  - Shame (2011) : Brandon

- David Dencik dans :
  - Erik Nietzsche, mes années de jeunesse (2007) : Zelko
  - Régression (2015) : John Gray

- Christopher Eccleston dans :
  - Les Portes du temps (2007) : Cavalier Noir[4]
  - Face à la mer : l'histoire de Trudy Ederle (2024) : Jabez Wolffe

- Kenneth Branagh dans : 
  - My Week with Marilyn (2011) : Laurence Olivier
  - Oppenheimer (2023) : Niels Bohr

- 2000 : O'Brother : un homme ( ? )
- 2004 : Le Fils de Chucky : Richard (Simon James Morgan)
- 2004 : La Chute : Wilhelm Mohnke (André Hennicke)
- 2005 : Trois enterrements : Shérif Belmont (Dwight Yoakam)
- 2005 : Man to Man : Alexander Auchinleck (Iain Glen)
- 2006 : Black Book : Van Gein (Peter Blok)
- 2006 : Inland Empire : Kingsley Stewart (Jeremy Irons)
- 2009 : Ninja Assassin : Maslow (Ben Miles)
- 2009 : Et après : le médecin (Bruno Verdoni)
- 2009 : La Nuit au musée 2 : Kahmunrah (Hank Azaria)
- 2009 : Good Morning England : Troudbal (Jack Davenport)
- 2010 : Fair Game : Joseph C. Wilson (Sean Penn)
- 2010 : Robin des Bois : Shérif de Nottingham (Matthew Macfadyen)
- 2011 : Hop : le père de Robbie (Hugh Laurie)
- 2011 : La Dame de fer : Geoffrey Howe (Anthony Stewart Head)
- 2011 : Oslo, 31 août : David (Øystein Røger (no))
- 2012 : Blanche-Neige et le Chasseur : Duc Hammond (Vincent Regan)
- 2012 : Hannah Arendt : Martin Heidegger (Klaus Pohl)
- 2013 : The Place Beyond the Pines : Deluca (Ray Liotta)
- 2013 : Shadow Dancer : Mac (Clive Owen)
- 2013 : Tel père, tel fils : Dai (?)
- 2014 : La Voleuse de livres : la Mort (Roger Allam)
- 2014 : Les Jardins du roi : Antoine Lauzun (Rupert Penry-Jones)
- 2014 : Phoenix : le médecin (Michael Maertens)
- 2015 : Seul sur Mars : Teddy Sanders (Jeff Daniels)
- 2016 : Le Chasseur et la Reine des glaces : Gryff (Rob Brydon)
- 2016 : Rogue One: A Star Wars Story : Grand Moff Tarkin (Guy Henry)
- 2016 : Jackie : Theodore H. White (Billy Crudup)
- 2016 : Silence : Dieter Albrecht (Béla Baptiste (de))
- 2016 : Les Animaux fantastiques : l'annonceur à la soirée du Sénateur Shaw (Todd Boyce)
- 2017 : Miss Sloane : Daniel Posner (David Wilson Barnes (en))
- 2017 : Churchill : Bernard Montgomery (Julian Wadham)
- 2017 : Pirates des Caraïbes : La Vengeance de Salazar : John Scarfield (David Wenham)
- 2017 : La Femme du gardien de zoo : Jan Żabiński (Johan Heldenbergh)
- 2017 : The Circle : Vinnie, le père de Mae (Bill Paxton)
- 2017 : Detroit : l'avocat Lang (Jeremy Strong)
- 2017 : HHhH : le capitaine Nehvizdy (Andrew Lewis)
- 2018 : Les Heures sombres : Edward Frederick Lindley Wood (Stephen Dillane)
- 2018 : Halloween : Ray (Toby Huss)
- 2018 : Marie Stuart, Reine d'Écosse : Lord Maitland (Ian Hart)
- 2019 : High Flying Bird : David Seton (Kyle MacLachlan)
- 2019 : Hellboy : Lord Adam Glaren (Alistair Petrie)
- 2019 : Yesterday : Terry (Karl Theobald)
- 2019[5] : La Loi de Téhéran : Hamid (Houman Kiai)
- 2019 : Adults in the Room : ? ( ? )
- 2019 : Wedding Nightmare : Stevens (John Ralston)
- 2020 : Mon oncle Frank : Frank Bledsoe (Paul Bettany)
- 2020 : Rifkin's Festival : Jake (Steve Guttenberg)
- 2021 : Bartkowiak : Rafal Kolodziejczyk (Bartłomiej Topa)
- 2021 : My Son : l'inspecteur Roy (Gary Lewis)
- 2022 : Uncharted :  le commissaire-priseur (Peter Seaton-Clark)
- 2022 : Armageddon Time : Fred Trump (John Diehl)
- 2023 : Caravage : le pape Paul V (Maurizio Donadoni)
- 2023 : Napoléon : Jean-Andoche Junot (Mark Bonnar)
- 2023 : L'Enlèvement : Pier Gaetano Feletti, l'inquisiteur (Fabrizio Gifuni)
- 2023 : Winter Break : Hardy Woodrup (Andrew Garman)
- 2024 : Irish Wish : Sean Kennedy (Maurice Byrne)
- 2025 : Life of Chuck : le narrateur (Nick Offerman) (voix)

#### Films d'animation
- 2013 : Moi, moche et méchant 2 : Floyd Eaglesan
- 2014 : Les Boxtrolls : Sir Broderick
- 2015 : Les Minions : Walter Nelson
- 2019 : Royal Corgi : Charlie
- 2019 : Klaus : le père de Jesper
- 2022 : La Nuit au musée : Le Retour de Kahmunrah : Kahmunrah

### Télévision

#### Séries télévisées
- Elias Koteas dans (5 séries) : 
  - Chicago Fire (2013-2017) : l'inspecteur Alvin Olinsky (4 épisodes)
  - Chicago Police Department (2014-2018) : l'inspecteur Alvin Olinsky (106 épisodes)
  - Chicago Med (2016-2018) : l'inspecteur Alvin Olinsky (3 épisodes)
  - Chicago Justice (2017) : l'inspecteur Alvin Olinsky (épisode 1)
  - Goliath (2021) : Tom True (saison 4)

- Shea Whigham dans : 
  - Homecoming (2018) : Thomas Carrasco (saison 1)
  - Modern Love (2019) : Peter (saison 1, épisodes 6 et 8)

- 2012 : Dexter : Isaak Sirko (Ray Stevenson) (9 épisodes)
- 2014-2015 : Blacklist : le Faiseur de Rois (Linus Roache) (saison 1, épisode 20), Leonard Caul (Ned Van Zandt) (4 épisodes)
- 2015 : Broadchurch : Lee Ashworth (James D'Arcy) (8 épisodes)
- 2015 : Dans l'ombre des Tudors : Thomas Cromwell (Mark Rylance) (6 épisodes)
- 2016 : American Crime : M. Huber (Chuck Huber) (3 épisodes)
- 2016 : The OA : Dr Leon Citro (Michael Cumpsty (en)) (saison 1, épisode 6)
- 2016 : Scorpion : Shane Copley (Sean Cameron Michael) (saison 2, épisode 20)
- 2016-2019 : Berlin Station : Hector DeJean (Rhys Ifans) (24 épisodes)
- 2016-2019 : Divorce : Nick (Tracy Letts) (20 épisodes)
- 2018 : Jessica Jones : Karl Malus (en) (Callum Keith Rennie) (6 épisodes)
- 2019 : Mindhunter : Ted Gunn (Michael Cerveris) (6 épisodes)
- 2019 : The Witcher : lord Ostrit (Jason Thorpe) (saison 1, épisode 3)
- 2019 : La Guerre des mondes : Frederick (Rupert Graves) (mini-série)
- 2019-2021 : Dickinson : Edward Dickinson (Toby Huss) (29 épisodes)
- 2020 : The New Pope : Dr Helmer Lindegard (Ulrich Thomsen) (4 épisodes)
- 2020 : The Flight Attendant : Victor (Ritchie Coster) (3 épisodes)
- 2020 : The Sinner : Denby le professeur de philosophie (Gregg Edelman) (saison 3, épisodes 3 et 6)
- 2021 : Clarice : Murray Clarke (Nick Sandow) (13 épisodes)
- 2022 : Esterno notte : Aldo Moro (Fabrizio Gifuni) (mini-série)
- 2022 : The Staircase : Michael Peterson (Colin Firth) (mini-série)
- 2022 : Slow Horses : Robert Hobden (Paul Hilton) (4 épisodes)
- 2022 : L'incroyable périple de Magellan : Narrateur (4 épisodes)
- 2022 : Willow : le roi Hastur (Derek Horsham) (saison 1, épisodes 1 et 4)
- 2022 : Angelyne : Hugh Hefner (Toby Huss) (mini-série)
- 2022-2023 : The Crown : le prince Charles III (Dominic West) (19 épisodes)
- depuis 2022 : Heartstopper : M. Lange (Alan Turkington)
- depuis 2022 : Le Seigneur des anneaux : Les Anneaux de pouvoir : Largo Brandepied (Dylan Smith)
- 2023 : Lessons in Chemistry : Dr Leland Mason (Marc Evan Jackson)
- 2024 : Le Régime : M. Laskin (Danny Webb) (mini-série)
- 2025 : Zero Day : ? (?) (mini-série)

### Jeux vidéo
- 2015 : The Witcher 3: Wild Hunt : Avallac'h et voix additionnelles[n 1]
- 2015 : Fallout 4 : X6-88 et voix additionnelles[n 1]
- 2017 : The Evil Within 2 : l'administrateur de Mobius[n 1]
- 2019 : Tom Clancy's Ghost Recon Breakpoint : Trey Stone[n 1]
- 2020 : Mafia: Definitive Edition : voix additionnelles[n 1]
- 2022 : God of War: Ragnarök : Odin[6]
- 2023 : Marvel's Spider-Man 2 : la mascotte de la bodega[7], Papi Earl et voix additionnelles

### Documentaires
- Sur la piste du terrorisme islamiste

## Fiction audio
Coproduction et coédition France Culture, Moulinsart et La Comédie Française
- Les Cigares du pharaon : Allan Thompson[2]

## Livres audio

### Œuvre d'Albert Camus
- La Peste, Gallimard (Écoutez lire), 2010

### Œuvre deRoald Dahl
- Matilda, Gallimard (Écoutez lire), 2006

### Œuvre deGeorge Orwell
- 1984, Gallimard (Écoutez lire), 2014

### Œuvre deShan Sa
- La joueuse de go, gallimard (Écoutez lire), 2006 — Avec Valérie Karsenti

### Œuvres deMarguerite Yourcenar
- Nouvelles orientales, Gallimard (Écoutez lire), 2011
- Comment Wang-Fô fut sauvé, Gallimard jeunesse (Écoutez lire), 2012

## Distinctions
- 1991 : Prix Jean Marais pour Les Trois mousquetaires d'Alexandre Dumas